# Rich the Kid
Дімітрі Леслі Роджер (англ. Dimitri Leslie Roger), відомий під псевдонімом Rich the Kid — американський репер, співак, автор пісень, музичний продюсер та актор. 9 червня 2017 року стало відомо, що виконавець підписав контракт з лейблом «Interscope Records». 30 березня 2018 року відбувся вихід його дебютного альбому —«The World Is Yours».

## Біографія
Дімітрі Леслі Роджер народився 13 липня 1992 року у боро Квінз, Нью-Йорк, США. Має гавайське походження, тому вільно розмовляє гаїтянською креольською мовою, якою користувався в дитинстві. Коли йому виповнилося тринадцять років, його батьки розлучилися. Дімітрі разом із своєю матір'ю переїхав до міста Вудсток, штат Джорджія. Протягом перших років свого дитинства слухав таких реп-виконавців як Nas, Jay-Z, 2Pac, Notorious B.I.G. та 50 Cent, але коли перебрався до Вудстока також почав слухати T.I. та Young Jeezy. Почав читати реп під псевдонімом Black Boy The Kid, який згодом змінив на Rich the Kid. Навчався у Середній школі імені Карлтона Дж. Келла, що в Марієтті, штат Джорджія.

## Кар'єра
2013 року випустив свій дебютний мікстейп під назвою «Been About the Benjamins». Цього ж року світ побачив ще один його мікстейп, записаний у співпраці з реп-гуртом Migos — «Streets On Lock» (том 1 і 2, а 2014 року також й том 3). Його другий сольний мікстейп — «Feels Good 2 Be Rich» — побачив світ у серпні 2014 року; участь у його записі брати такі виконавці як: Young Thug, Rockie Fresh, Kirko Bangz, Yo Gotti та RiFF RaFF. У листопаді 2014 року вийшов сингл «On My Way», записаний за участі Боббі Шмерда та Rowdy Rebel.
Першим релізом виконавця 2015 року став мікстейп «Still On Lock», випущений у співпраці з реп-гуртом Migos. У серпні 2015 року світ побачив проект «Flexin' On Purpose», що містить 14 треків, записаних за участі таких виконавців як: Fetty Wap, Ty Dolla $ign, Rich Homie Quan та Young Dolph.У жовтні 2015 року світ побачив містейп «Streets On Lock», який містив 27 треків, записаних за участі виконавців Young Dolph, 2 Chainz та Peewee Longway.
26 листопада 2015 року Rich the Kid та iLoveMakonnen випустили мікстейп «Whip It», який містив вісім треків, записаних за участі виконавців Rome Fortune, Migos, T-Wayne та Key! На Різдво 2015 року відбувся реліз мікстейпу «Dabbin' Fever», що записаний за участі Wiz Khalifa, Curren$y, Kodak Black та Migos. У квітні 2016 року світ побачив мікстейп «Trap Talk», над записом якого працювали Kodak Black, PartyNextDoor, Ty Dolla Sign, Migos та 21 Savage. У травні 2017 року разом із репером Diplo випустив пісню «Bankroll», яка також записана за участі Джастіна Бібера та репера Young Thug.
9 червня 2017 року стало відомо, що виконавець підписав контракт з лейблом «Interscope Records». 26 вересня 2017 року світ побачив сингл «New Freezer», записаний за участі Кендріка Ламара. 6 лютого 2018 року пісня здобула золоту сертифікацію RIAA. 8 лютого вийшов ще один сингл — «Plug Walk». На 30 березня 2018 року відбувся вихід його дебютного альбому —«The World Is Yours».
У березні 2016 року започаткував свою власну студію звукозапису, як отримала назву «Rich Forever Music».

## Конфлікти
Rich the Kid запропонував реперові Lil Uzi Vert підписати контракт із «Rich Forever Music», власним лейблом Дімітрі. Lil Uzi Vert відмовився, сказавши, що $20.000 — це надто мала сума. Згодом він опублікував фото з крабом і на ньому відмітив Річ Зе Кіда. Через це Дімітрі почав звинувачувати Саймера в плагіаті образу, мовляв Lil Uzi Vert носить такі ж зелені дреди. Після цих підколів, 26 березня 2018 року Rich the Kid випустив дісс на Lil Uzi — «Vert Dead Friends», але ніякого реакції з боку Саймера не спостерігалось. Врешті-решт, Дімітрі помістив дісс у свій студійний альбом «The World Is Yours» і зняв на цей трек відеокліп, який опублікував 23 квітня 2018, і наразі його переглянули більше 11 млн разів.

## Дискографія

### Студійні альбоми
- The World Is Yours (2018)[11]
- The World Is Yours 2 (2019)

### Мікстейпи
- Been About the Benjamins (2013)
- Feels Good 2 Be Rich (2014)
- Rich Than Famous (2014)
- Flexxin on Purpose (2015)
- Dabbin' Fever (2015)
- Trap Talk (2016)
- Keep Flexin' (2016)

### Мікстейпи у співпраці
| Назва                                               | Деталі |
| --------------------------------------------------- | --- |
| Streets On Lock (За участі Migos)                   | - Випуск: 3 серпня 2013 - Брали участь: By Cory B, DJ Ray G & DJ Victoriouz - Лейбл: Rich Forever Music, Migo Gang Ent - Формат: Електронне завантаження                     |
| Streets On Lock 2 (За участі Migos)                 | - Випуск: 1 жовтня 2013 - Брали участь: DJ Kash, DJ Ray G & DJ Victoriouz - Лейбл: Rich Forever Music, Quality Control Music - Формат: Електронне завантаження               |
| Solid Foundation (За участі Quality Control)        | - Випуск: 2 лютого 2014 - Брали участь: By DJ Drama - Лейбл: Quality Control Music - Формат: Електронне завантаження                                                         |
| Streets On Lock 3 (За участі Migos)                 | - Випуск: 20 квітня 2014 - Брали участь: Trap-A-Holics, DJ Ray G, DJ Lil Keem & DJ Kash - Лейбл: Rich Forever Music, Quality Control Music - Формат: Електронне завантаження |
| Still On Lock (За участі Migos)                     | - Випуск: 19 травня 2015 - Лейбл: YRN The Label, Rich Forever Music, Quality Control Music - Формат: Електронне завантаження                                                 |
| Streets On Lock 4 (За участі Migos)                 | - Випуск: 22 жовтня 2015 - Брали участь: By DJ Durel - Лейбл: YRN The Label, Rich Forever Music, Quality Control Music - Формат: Електронне завантаження                     |
| Whip It (З iLoveMakonnen)                           | - Випуск: 26 листопада 2015 - Лейбл: O.V.O Sound, Rich Forever Music, Quality Control Music - Формат: Електронне завантаження                                                |
| Rich Forever Music (За участі Rich Forever Music)   | - Випуск: 4 квітня 2016 - Лейбл: Rich Forever Music, DDB Ent, Quality Control Music - Формат: Електронне завантаження                                                        |
| Rich Forever 2 (За участі Rich Forever Music)       | - Випуск: 4 липня 2016 - Лейбл: Rich Forever Music, DDB Ent, Quality Control Music - Формат: Електронне завантаження                                                         |
| The Rich Forever Way (За участі Rich Forever Music) | - Випуск: 17 березня 2017 - Лейбл: Rich Forever Music, DDB Ent, Quality Control Music - Формат: Електронне завантаження                                                      |
| Rich Forever 3 (За участі Rich Forever Music)       | - Випуск: 26 червня 2017 - Label: Rich Forever Music, 300 - Формат: Електронне завантаження                                                                                  |

### Сингли
| Назва                                    | Рік  | Сходинка в чартах | Сходинка в чартах | Сходинка в чартах | Сходинка в чартах | Сходинка в чартах | Сертифікація     | Album              |
| Назва                                    | Рік  | US                | US R&B /HH        | CAN               | NZ Heat.          | SWI               | Сертифікація     | Album              |
| ---------------------------------------- | ---- | ----------------- | ----------------- | ----------------- | ----------------- | ----------------- | ---------------- | ------------------ |
| «Cookies & Sherbert»                     | 2017 | —                 | —                 | —                 | —                 | —                 |                  | Non-album single   |
| «New Freezer» (featuring Kendrick Lamar) | 2017 | 42                | 20                | 76                | —                 | —                 | - RIAA: Platinum | The World Is Yours |
| «Plug Walk»                              | 2018 | 25                | 15                | 30                | 6                 | 82                |                  | The World Is Yours |